# Marjorie de Chastonay
Pour les articles homonymes, voir de Chastonay.
Marjorie de Chastonay, née le 23 octobre 1975 à Genève, est une femme politique genevoise, membre des Verts.
Elle est conseillère administrative de la ville de Genève depuis juin 2025, à la tête du département de l'aménagement, des constructions et de la mobilité.

## Biographie

### Origines et famille
Marjorie de Chastonay naît à Genève le 23 octobre 1975. Elle grandit dans le quartier populaire de la Servette. Elle quitte le foyer familial à l'âge de 16 ans pour emménager dans l'appartement de sa grande sœur dans le quartier des Pâquis. Leur père meurt d'un cancer des os alors qu'elle a 19 ans ; leur mère d'un cancer des ganglions lymphatiques.
Elle est séparée de son mari, dont elle porte le nom, et mère de trois enfants. L'aîné est diagnostiqué autiste à l'âge de 7 ans.

### Études et parcours professionnel
Après avoir obtenu une maturité de type moderne (italien) au Collège Calvin, elle fait des études en relations internationales à l'Institut de hautes études internationales de 1995 à 1999, conclues par une licence et suivies par un master d'une année en droit européen et droit international économique aux universités de Genève et de Lausanne. Elle fait ensuite une formation d’enseignante au primaire, de 2001 à 2004.
Elle exerce de 2001 à 2025 la profession d'enseignante au primaire, après avoir été remplaçante depuis 1990 et officié comme libraire et chargée d'accueil du public à la Comédie de Genève de 1995 à 2000. Elle occupe un poste d'analyste juridique au Bureau international du travail en 2000-2001.

### Parcours politique
Candidate à l'élection du Conseil municipal (législatif) de la Ville de Genève du 19 avril 2015, elle n'est pas élue. Toutefois, à la suite de la démission d'une conseillère municipale, elle est assermentée à cette fonction en octobre 2017.
Membre des Verts du canton de Genève, elle préside de la section Ville de Genève de 2016 à 2018. Peu connue, elle présente néanmoins sa candidature aux élections de 2018 au Conseil d’État et au Grand Conseil de son canton pour la législature 2018-2023, devenant ainsi la troisième femme de son parti politique à briguer un mandat ministériel,.
Élue députée au Grand Conseil le 15 avril 2018, elle y siège du 15 mai suivant au 22 mai 2025. Chef du groupe des Verts de 2021 à 2023, elle s'implique en particulier dans les questions budgétaires, et les problèmes de nuisances sonores.
Lors des élections cantonales genevoises de 2018, elle termine à la 11e position (pour 7 places à l'exécutif) lors du premier tour de l'élection au Conseil d'État et renonce donc au deuxième tour. Elle est une des quatre candidates du parti Les Verts à l'occasion de l'élection complémentaire d'un membre du Conseil d'État de mars 2021, seules candidatures de gauche. Parmi elles, Fabienne Fischer devient conseillère d’État.  
Le 13 avril 2025, elle est élue au second tour au Conseil administratif de la ville de Genève. Elle termine en en quatrième position (13 905 suffrages), devant la sortante du Centre Marie Barbey-Chappuis (13 688) et la candidate malheureuse du Parti libéral-radical Natacha Buffet-Desfayes (11 810),. Elle reprend le dicastère de Frédérique Perler (Aménagement, constructions et mobilité), dont dépend notamment le dossier de l'extension souterraine de la gare de Genève-Cornavin. 

### Positionnement politique
En tant que mère d'un enfant autiste, elle constate que des progrès peuvent être accomplis au niveau de la scolarisation des enfants à besoins spéciaux.
Le 6 décembre 2017, elle codépose une motion intitulée Attribution de noms de rue : les femmes sont-elles à côté de la plaque ?.  Demandant la parité des candidatures au niveau des partis, voire la parité des résultats, par exemple en modifiant la constitution, elle est à l'origine avec Alfonso Gomez du projet de loi demandant la parité dans les listes électorales.
Elle participe à l'initiative des Verts genevois « De l'air, moins de bruit. Préservons notre santé face à la pollution » exigeant de l’État des actions concrètes pour lutter efficacement contre la pollution atmosphérique et sonore. 

### Autres mandats
Marjorie de Chastonay est membre du comité Autisme Genève, de l'association Autisme suisse romande de 2012 à mai 2018 et présidente depuis mars 2016 de la Fédération genevoise des associations de personnes handicapées et de leurs proches,. Elle est également membre du comité de l’association Handicap Architecture Urbanisme et membre de Pro Infirmis[réf. nécessaire].
Elle est trésorière de l’Association transports et environnement de 2021 à 2025 et présidente de la section genevoise de la Fourchette verte de 2020 à 2023.